# Vladímir Petái
Vladímir Leonídovich Petái o Vladimir Pettay (en ruso: Влади́мир Леони́дович Петта́й; 8 de mayo de 1973 - 20 de junio de 2011, Besovets, cerca de Petrozavodsk) fue un árbitro internacional de fútbol ruso. Murió en el accidente del vuelo 9605 de RusAir.
Petái comenzó su carrera como árbitro en 1996. Fue calificado como un árbitro para la FIFA en 2010 y trabajó en la Copa CIS 2011.
Desde 1992 hasta 2010, Petái jugó 728 partidos como centrocampista para el Real Referee FC (Liga Rusa de Árbitros), haciendo 484 goles. Luego de su retiro en 2010, jugó para el equipo de fútbol sala Referee United FSC. Todo eso mientras era árbitro.
Petái estaba casado, y dejó un hijo y una hija. 